# Zvërnec
Zvërnec falu Albánia délnyugati részén, Vlora városától légvonalban 8, közúton 11 kilométerre északnyugati irányban, a Nartai-lagúna délnyugati partja és a Vlorai-öböl közötti földnyelven. Közigazgatásilag Vlora megyén belül Vlora község, illetve Qendra alközség települése. Az egykori halászfalu ma strandjai, a Nartai-lagúna természetes élőhelyei és a Zvërneci-sziget szakrális építészeti emlékei okán turisztikai célpont.

## Fekvése
A település az Adriai-tengerről részlegesen lefűződött Nartai-lagúna délnyugati partvidékén fekszik, a Vlorai-öböl északkeleti pontját és öblözetét szegélyező Treporti-fok (Kepi i Treportit) közelében. Az ófalu egy 81 méteres tengerszint feletti magasságú dombon terül el, amely egyúttal Zvërneci-fok (Kepi i Zvërnecit) néven észak–déli irányú földnyelvként nyúlik a lagúna vizébe. Az Adria felőli partvidék erdősorainak állományalkotói a különböző ciprusfélék és az örökzöld pisztácia.
A közeli Vlorával egy az Adria partjával párhuzamosan futó, 2019-ig részlegesen felújított másodrendű út köti össze, a közeli Nartán keresztül pedig az A2-es autóút érhető el.

## Történelme
A mai Zvërnec helyén, a Treporti-fok néven ismert kiszögellésen az i. e. 7. századtól állt Treport illír települése, amelyet az i. e. 6–5. században erődítettek, később pedig Büllisz, illetve Aulón kikötője volt egészen i. e. 1. század közepi pusztulásáig. A középkor évszázadaiban csendes halászfalu volt a forrásokban Spinarica néven is fel-felbukkanó falu, a közeli szigeten pedig a 10–14. században élénk szerzetesi élet folyt. Az Anjou Albán Királyság fennhatósága alatt, a 13–14. században a település kereskedelme fellendült, az 1417-es oszmán hódítást követően azonban jelentősége lehanyatlott. Az újkorban Zvërnec – görög nevén Σβέρνιτσα / Szvérnica – lakosságát főként görögök alkották, mellettük azonban arománok is éltek a faluban.
Az 1967-es ateista kampány során a Zvërneci-sziget kolostorát és templomait feldúlták, freskóit elpusztították és a kolostor könyvtárát is tűzre vetették. A kommunizmus évtizedeiben politikai internáltakat tartottak fogva a szigeten.

## Nevezetességei
Zvërnec napjainkban turisztikai célpont, elsősorban a Nartai-lagúna, illetve tágabb környezete, a Vjosa–Narta Tájvédelmi Körzet (Zona e Peizazhit të Mbrojtur Vjosë–Nartë) ökoszisztémájánál fogva rendelkezik jelentős idegenforgalmi potenciállal.
Az ókori Treport falmaradványai bár műemléki védelmet élveznek, a sűrű aljnövényzet benőtte őket, és nehezen megtalálhatóak. Nevezetes kulturális-szakrális emlékek találhatóak a falutól nyugatra, a Nartai-lagúnában fekvő kb. 8,5 hektáros, ciprusokkal benőtt, gyaloghídon át megközelíthető Zvërneci-szigeten (Ishulli i Zvërnecit). A 10. században alapított Szűz Mária-kolostor épülete mellett található a 14. századi Szentháromság-templom. A bizánci stílusban épült kupolás templom alaprajza latin kereszt alakú, építtetőjére közvetlenül hatottak a 12–13. századi marmirói templom megoldásai. A templom ünnepén, augusztus 15-én minden évben rendezvények helyszíne, a sziget pedig nyaranta gyerektáboroknak ad otthont.
Az Adriai-tenger partján szállók és éttermek várják a látogatókat.
- A Szentháromság-templom a Zvërneci-szigeten (2010)
- A Nartai-lagúna déli kijárata Zvërnecnél az Adriai-tengerre (2016)
- Zvërnec adriai partvidéke szállodákkal (2017)

### Nevezetes zvërneciek
- A falu szülötte Fatos Arapi (1929–2018) albán költő, író.[13]
- Politikai internáltként családjával együtt tíz éven át itt élt Liri Belishova (1923–2018) kommunista politikus.[14]